# Maneca bhotea
Maneca bhotea är en fjärilsart som beskrevs av Moore 1884. Maneca bhotea ingår i släktet Maneca och familjen juvelvingar. Inga underarter finns listade i Catalogue of Life.

## Bildgalleri

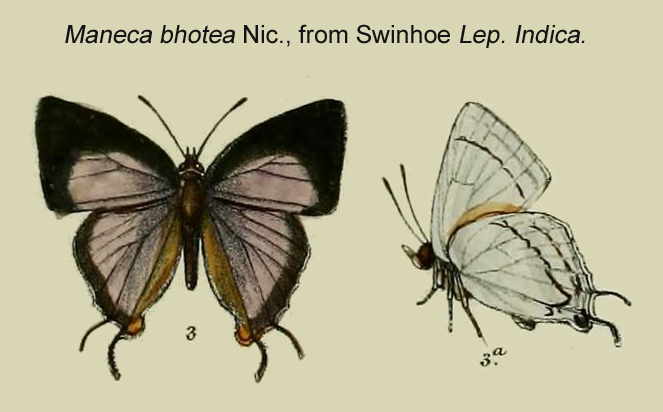